# Rita d'Armenia
Rita (in armeno Ռիթա?, in greco Ρίτα?; 10 o 11 gennaio 1278 – luglio 1333) era la figlia del re Leone II d'Armenia e della regina Keran di Lampron.
Fu la moglie del co-imperatore bizantino Michele IX Paleologo, diventando così l'imperatrice consorte giovane dell'Impero bizantino. Nel 1317 divenne l'unica imperatrice alla morte dell'imperatrice più anziana, Irene del Monferrato. Era conosciuta anche come Maria di Costantinopoli.

## Matrimonio e discendenza
Una cronaca attribuita a Aitone II d'Armenia è inclusa nella raccolta nota come Recueil des historiens des croisades [Raccolta degli storici delle crociate]. Secondo un passo che riporta la sua nascita, Rita era la gemella della principessa Teofane d'Armenia.
Nel "La storia" di Giorgio Pachimere si legge che Andronico II Paleologo avviò trattative con Leone II d'Armenia mentre cercava una potenziale sposa per il figlio e co-regnante Michele IX Paleologo. Leone gli offrì Rita e il matrimonio ebbe luogo il 16 gennaio 1294. La sposa aveva sedici anni e lo sposo diciassette.
Rita assunse il nome di Maria mentre si trovava alla corte bizantina. Hanno avuto quattro figli:
- Andronico III Paleologo (25 marzo 1297 - 15 giugno 1341).[2]
- Manuele Paleologo , despota (morto nel 1319).[3]
- Anna Palaleologa (morta nel 1320), che sposò Tommaso I Comneno Doucas e poi Nicola Orsini.[4]
- Teodora Paleologa (morta dopo il 1330), che sposò Teodoro Svetoslav di Bulgaria e poi Michele Asen III di Bulgaria.[5]

## Imperatrice di Bisanzio
Rita fu l'imperatrice consorte giovane dal 1294 al 1317. L'imperatrice maggiore era Irene di Monferrato, seconda moglie di Andronico II e matrigna di Michele IX. Dal 1303, Andronico II e Irene tennero le loro corti in luoghi separati. L'imperatore maggiore risiedeva a Costantinopoli e la sua imperatrice a Tessalonica. Rita divenne l'unica imperatrice alla morte di Irene, nel 1317.
Rita rimase così per tre anni. Nel 1319, tuttavia, la morte del suo secondo figlio sfociò in una tragedia. Il principe Andronico aveva un'amante, ma la sospettava di infedeltà. Incaricò i suoi servitori di attendere presso la sua casa e di attaccare chiunque tentasse di entrare. Chi si avvicinò fu Manuele durante la notte, e i servitori non lo riconobbero. Il secondo principe morì per ordine del fratello maggiore.
La vicenda compromise gravemente la salute di Michele IX, che morì il 12 ottobre 1320.3 Entrambe le morti misero a dura prova i rapporti tra Andronico II e Andronico III. Nonno e nipote iniziarono una guerra civile che sarebbe durata fino alla vittoria del più giovane nel 1328. Nel frattempo, la vedova Rita si ritirò in un monastero, dove assunse il nome di "Xenia". Morì lì cinque anni dopo la fine della guerra.

## Ascendenza
|                     |   |                            | Genitori                 |  |  | Nonni |  |  | Bisnonni               |  |  | Trisnonni           |  |
|                     |   |                            |                          |  |  |       |  |  | Costantino di Barbaron |  |  | Vacaghk di Barbaron |  |
|                     |   |                            |                          |  |  |       |  |  | Costantino di Barbaron |  |  | Vacaghk di Barbaron |  |
|                     |   | …                          |                          |  |  |       |  |  | Costantino di Barbaron |  |  |                     |  |
| Aitone I d'Armenia  |   |                            |                          |  |  |       |  |  | Costantino di Barbaron |  |  |                     |  |
|                     |   | Alix Pahlavouni di Lampron | Aitone III di Lampron    |  |  |       |  |  |                        |  |  |                     |  |
|                     |   | Alix Pahlavouni di Lampron | Aitone III di Lampron    |  |  |       |  |  |                        |  |  |                     |  |
|                     |   | Alix Pahlavouni di Lampron | Rita dei Rupenidi        |  |  |       |  |  |                        |  |  |                     |  |
| Leone III d'Armenia |   | Alix Pahlavouni di Lampron |                          |  |  |       |  |  |                        |  |  |                     |  |
|                     |   | Leone II d'Armenia         | Stefano d'Armenia        |  |  |       |  |  |                        |  |  |                     |  |
|                     |   | Leone II d'Armenia         | Stefano d'Armenia        |  |  |       |  |  |                        |  |  |                     |  |
|                     |   | Leone II d'Armenia         | Rita di Barbaron         |  |  |       |  |  |                        |  |  |                     |  |
| Isabella d'Armenia  |   | Leone II d'Armenia         |                          |  |  |       |  |  |                        |  |  |                     |  |
|                     |   | Sibilla di Lusignano       | Amalrico II di Lusignano |  |  |       |  |  |                        |  |  |                     |  |
|                     |   | Sibilla di Lusignano       | Amalrico II di Lusignano |  |  |       |  |  |                        |  |  |                     |  |
|                     |   | Sibilla di Lusignano       | Sibilla di Gerusalemme   |  |  |       |  |  |                        |  |  |                     |  |
| Rita d'Armenia      |   | Sibilla di Lusignano       |                          |  |  |       |  |  |                        |  |  |                     |  |
|                     | … | …                          |                          |  |  |       |  |  |                        |  |  |                     |  |
|                     | … | …                          |                          |  |  |       |  |  |                        |  |  |                     |  |
|                     | … | …                          |                          |  |  |       |  |  |                        |  |  |                     |  |
| Aitone IV d'Armenia | … |                            |                          |  |  |       |  |  |                        |  |  |                     |  |
|                     |   | …                          | …                        |  |  |       |  |  |                        |  |  |                     |  |
|                     |   | …                          | …                        |  |  |       |  |  |                        |  |  |                     |  |
|                     |   | …                          | …                        |  |  |       |  |  |                        |  |  |                     |  |
| Keran di Lampron    |   | …                          |                          |  |  |       |  |  |                        |  |  |                     |  |
|                     |   | …                          | …                        |  |  |       |  |  |                        |  |  |                     |  |
|                     |   | …                          | …                        |  |  |       |  |  |                        |  |  |                     |  |
|                     |   | …                          | …                        |  |  |       |  |  |                        |  |  |                     |  |
| …                   |   | …                          |                          |  |  |       |  |  |                        |  |  |                     |  |
|                     |   | …                          | …                        |  |  |       |  |  |                        |  |  |                     |  |
|                     |   | …                          | …                        |  |  |       |  |  |                        |  |  |                     |  |
|                     |   | …                          | …                        |  |  |       |  |  |                        |  |  |                     |  |
|                     |   | …                          |                          |  |  |       |  |  |                        |  |  |                     |  |